# ليتوانيا في الألعاب الأولمبية
ليتوانيا في الألعاب الأولمبية الألعاب الأولمبية هي من أهم الأحداث الرياضية في ليتوانيا، تقوم اللجنة الأولمبية الوطنية الليتوانية بالإشراف في شؤون مشاركة ليتوانيا في الألعاب الأولمبية، وكانت تشارك ليتوانيا في السابق مع فريق روسيا القيصرية وثم الإتحاد السوفييتي وأول دورة شاركت بها ليتوانيا كدولة مستقلة كانت في دورة 1992 في برشلونة في إسبانيا، فازت ليتوانيا حتى الآن في مشوارها في الألعاب الأولمبية الصيفية بمجموع 21 ميدالية في الألعاب الأولمبية الصيفية منها 6 ميداليات ذهبية و 5 فضية و 21 برونزية، وأكثر الرياضات التي تنافس فيها ليتوانيا هي ألعاب القوى و السباق الثلاثي و الرماية و السباحة و كرة السلة و المصارعة و التجديف ورياضات أخرى.
في الألعاب الأولمبية الشتوية شاركت ليتوانيا أول مرة في دورة 1992 في ألبرفيل في فرنسا ولم تفز حتى الآن بأي ميدالية في الألعاب الشتوية.